# ガイウス・カッリナス
ガイウス・カッリナス（またはガイウス・カッリーナース)(ラテン語: Gaius Carrinas）は、共和政ローマ末期の軍人・政治家。第一回三頭政治の一角であったカエサルと第二回三頭政治の一角であるオクタヴィアヌスらの旗下で職業軍人として働き、紀元前43年には補充執政官に就任している。

## 生涯
生没年は不詳。ウンブリア、またはエトルリア部族の出身と思われる。父はマリウス率いる民衆派の指導者の一人であり、スッラの閥族派に追放公告を受けた。
その縁もあってカエサルの下で軍人としてのキャリアを積み、カエサル死後はオクタヴィアヌス派に属した。
ただ軍人としての才能は凡庸であったようで、カエサルの生前、ヒスパニアでセクストゥス・ポンペイウスとグナエウス・ポンペイウス・ミノルの討伐に従事していたが、成果が無いままに更迭されポッリオと交代させられている。その一方で、独裁官に就任したカエサルの副官に就いていることから、事務処理や交渉に長けていたものと思われる。
紀元前43年11月に、アントニウス派のウェンティディウスと共に補充執政官に就任した。本来の紀元前43年の執政官であったヒルティウスとパンサの死亡を受け、オクタヴィアヌスとクィントゥス・ペディウスが補充執政官となっていたところ、第2回三頭政治開始と同時に2人が退任したため、残り１か月の空白に、補充執政官に就任したものである。これはアントニウスとオクタヴィアヌスが自分達の派閥の人間にインペリウムを与えることが目的であったと思われる。
その後もオクタヴィアヌス派として忠実に軍務に従事。ガリア・ヒスパニア・シチリアと転戦し、紀元前28年5月30日には凱旋式を挙行している。